# 伝令法

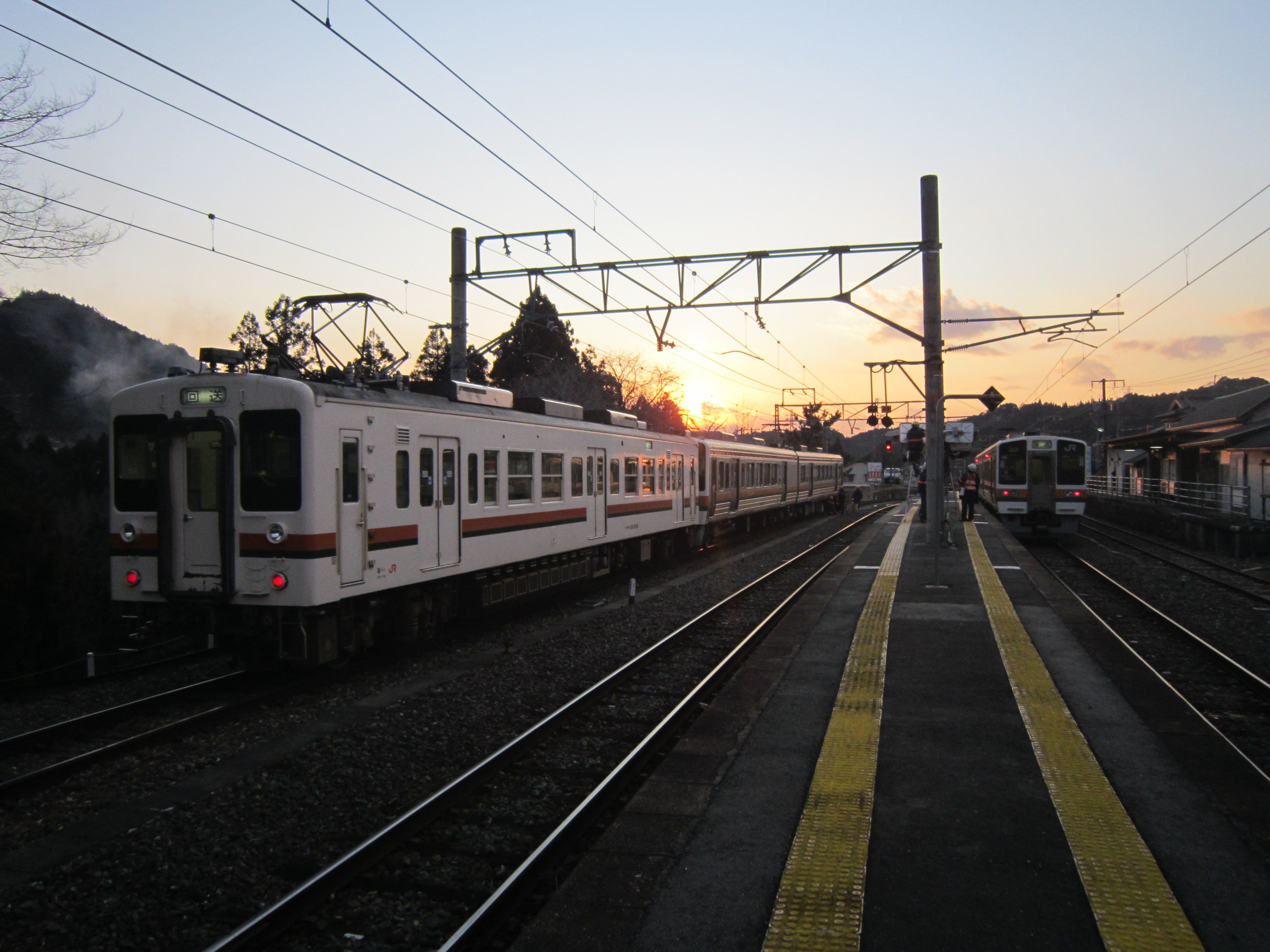
救援列車の一例。故障した213系と救援した119系が連結されている。

伝令法（でんれいほう）とは、鉄道に関する技術上の基準を定める省令第101条第2項に基づき、列車の存在する閉塞区間に別の列車を運転させる方法である。伝令法は単線、複線に関係なく施行される。伝令法によって故障列車を救援する列車は救援列車と呼び、伝令法を施行せずに後方の停車場から運転する列車は救済列車と呼ぶ。

## 伝令法の施行
伝令法は次の場合に施行する。
1. 停車場間で停車した故障列車を救援するとき
2. 停車場間で大雪により停車した列車を救援するために排雪列車を運転するとき
3. 停車場間に工事列車が停車している区間にさらに別の工事列車を運転させるとき
4. 停車場間に事故等で残した車両、または停車場間に逸走した車両を回収するとき

伝令法施行時、閉塞区間は停車場間を1区間とし、救援される列車または工事列車は移動禁止の措置がとられる。これは救援列車または工事列車の運転士が閉塞区間のどこに先行列車が停車しているか分からず、追突のおそれがあるためである。伝令法施行の指示は指令員または停車場両端の駅長の打ち合わせにより、スタフの代わりとなる伝令者を選定し救援列車に乗車させる。人員不足などで伝令者が選定できない区間または線区の場合は伝令票を使うことができる。伝令者は白色に赤字の伝令者腕章を着用する。伝令者または伝令票はスタフと同じであるため伝令者が自駅に帰着するまで他の列車はその閉塞区間には進入できない。救援が終了し伝令者または伝令票が自駅に帰着したことを駅長が確認したのち伝令法の廃止、常用閉塞方式の再開が行われる。